# Ubocze (góra)
Ubocze (niem. Fallenlehne, 812 m n.p.m.) – góra w Sudetach Środkowych w północnej części Gór Bystrzyckich, między Przełęczą Spalona i Przełęczą pod Uboczem. Góra i szczyt położona w województwie dolnośląskim, w powiecie kłodzkim, w gminie Bystrzyca Kłodzka, na terenie obrębu geodezyjnego Spalona, o wysokości 812,49 m n.p.m.
Leży na dziale wodnym na granicy zlewisk Morza Północnego i Bałtyckiego. Szczyt oraz zbocza są prawie w całości porośnięte sztucznymi lasami świerkowymi, tylko fragment zboczy południowych zajęty jest przez łąki i odłogi wyludnionej już wsi Piaskowice.

## Szlaki turystyczne
Południowo-zachodnim podnóżem Ubocza przechodzą szlaki turystyczne:
- z Zieleńca na Przełęcz Spaloną,
- ze schroniska PTTK „Pod Muflonem” do Zieleńca.